# QWER
QWER(큐더블유이알)은 2023년 10월 18일에 데뷔한 타마고 프로덕션 소속 대한민국의 4인조 K-pop 아이돌 그룹 및 걸 밴드이다. 유튜버 김계란이 기획한 콘텐츠인 '최애의 아이들'라는 프로젝트를 통해 결성되었다. 구성원은 쵸단(Q), 마젠타(W), 히나(E), 시연(R/NMB48의 전멤버)이다.
현재 멤버 쵸단은 건강상의 이유로 활동 중단하였다.

## 구성원
| Q                     | W                    | E                     | R                     |
| --------------------- | -------------------- | --------------------- | --------------------- |
| 쵸단(홍지혜)          | 마젠타               | 히나                  | 시연(NMB48의 전멤버)  |
| 1998년 11월 1일(26세) | 1997년 6월 2일(28세) | 2001년 1월 30일(24세) | 2000년 5월 16일(25세) |
| 리더 드럼 서브보컬    | 베이스 서브보컬      | 기타 키보드 서브보컬  | 메인보컬 기타         |

## 음반 목록

### 싱글 앨범
- Harmony from Discord

1. <별의하모니>
2. <Discord>
3. <수수께끼 다이어리>
4. <Discord (Inst.)>

- Discord (TAK Remix)

1. <Discord (TAK Remix)>

### 미니앨범
- 1st Mini Album 《MANITO》

1. <고민중독>
2. <SODA>
3. <자유선언>
4. <지구정복>
5. <대관람차>
6. <불꽃놀이>
7. <마니또>

- 2nd Mini Album 《Algorithm’s Blossom》

1. <INTRO>
2. <가짜 아이돌>
3. <내 이름 맑음>
4. <사랑하자>
5. <달리기>
6. <안녕, 나의 슬픔>
7. <메아리>
8. <OUTRO>

- 3rd Mini Album 《난 네 편이야, 온 세상이 불협일지라도》

1. <눈물참기>
2. <행복해져라>
3. <검색어는 QWER>
4. <OVERDRIVE>
5. <D-Day>
6. <Yours Sincerely>

## 수상 목록

### 시상식
- 2024년 8월 22일 《케이 월드 드림 어워즈》 K월드 드림 베스트 밴드상
- 2024년 8월 22일 《케이 월드 드림 어워즈》 K월드 드림 본상
- 2024년 제1회 코리아 그랜드 뮤직 어워즈 베스트 밴드상
- 2024년 엠넷 아시안 뮤직 어워즈 베스트 밴드 퍼포먼스상
- 2024년 멜론 뮤직어워즈 핫트렌드상
- 2024년 아시아 아티스트 어워즈 여자 신인상
- 2025년 2월 22일 제1회 디 어워즈 디 어워즈 딜라이츠 블루 라벨상
- 2025년 2월 22일 제1회 디 어워즈 베스트 밴드상
- 2025년 2월 22일 제1회 디 어워즈 올해의 트렌드상
- 2025년 6월 21일 제34회 서울가요대상 본상